# Církevní turistika
Církevní turistika spočívá v navštěvování církevních památek, ale také poutních míst a různých zajímavostí vztahující se ke křesťanství. Zahrnuje také doprovodné aktivity včetně ubytování na farách. Nejvíce se rozvinula v Itálii, Španělsku, Polsku, Rusku a některých jihoamerických zemích, v českých zemích dosud jen v menší míře.